# Dallas Cowboys 1975
La stagione 1975 dei Dallas Cowboys è stata la 16ª della franchigia nella National Football League. La squadra raggiunse il terzo Super Bowl della sua storia, venendo battuta dai Pittsburgh Steelers nel Super Bowl X.

## Calendario

### Stagione regolare
| Turno | Data       | Avversario              | Risultato | Pubblico |
| ----- | ---------- | ----------------------- | --------- | -------- |
| 1     | 21/9/1975  | Los Angeles Rams        | V 18–7    | 49,091   |
| 2     | 28/9/1975  | St. Louis Cardinals     | V 37–31   | 52,417   |
| 3     | 6/10/1975  | at Detroit Lions        | V 36–10   | 79,384   |
| 4     | 12/10/1975 | at New York Giants      | V 13–7    | 56,511   |
| 5     | 19/10/1975 | Green Bay Packers       | S 19–17   | 64,189   |
| 6     | 26/10/1975 | at Philadelphia Eagles  | V 20–17   | 64,889   |
| 7     | 2/11/1975  | at Washington Redskins  | S 30–24   | 55,004   |
| 8     | 10/11/1975 | Kansas City Chiefs      | S 34–31   | 63,539   |
| 9     | 16/11/1975 | at New England Patriots | V 34–31   | 60,905   |
| 10    | 23/11/1975 | Philadelphia Eagles     | V 27–17   | 57,893   |
| 11    | 30/11/1975 | New York Giants         | V 14–3    | 53,329   |
| 12    | 7/12/1975  | at St. Louis Cardinals  | S 31–17   | 49,701   |
| 13    | 13/12/1975 | Washington Redskins     | V 31–10   | 61,091   |
| 14    | 21/12/1975 | at New York Jets        | V 31–21   | 37,279   |

### Playoff
| Turno            | Data       | Avversario           | Risultato | Pubblico |
| ---------------- | ---------- | -------------------- | --------- | -------- |
| Divisional       | 28/12/1975 | at Minnesota Vikings | V 17–14   | 46,425   |
| NFC Championship | 4/1/1976   | at Los Angeles Rams  | V 37–7    | 84,483   |
| Super Bowl X     | 18/1/1976  | Pittsburgh Steelers  | S 21–17   | 80,187   |